# Linda Hunt
Linda Hunt, egentligen Lydia Susanna Hunter, född 2 april 1945 i Morristown, New Jersey, är en amerikansk skådespelare. Hon belönades med en Oscar för bästa kvinnliga biroll för sin roll som man i filmen Brännpunkt Djakarta 1982.
Hon är 145 cm lång.

## Filmografi, i urval
- 1982 – Brännpunkt Djakarta
- 1984 – En kvinnas röst
- 1984 – Dune
- 1985 – Silverado
- 1989 – En hon-djävuls liv och lustar
- 1990 – Dagissnuten
- 1994 – Prêt-à-Porter
- 1995 – Pocahontas (röst)
- 1997 – The Relic
- 1998 – Pocahontas 2: Resan till en annan värld (röst)
- 2002 – Dragonfly
- 2005 – God of War (TV-spel) (röst)
- 2006 – Stranger Than Fiction
- 2007 – God of War II (TV-spel) (röst)
- 2009 – NCIS: Los Angeles (TV-serie)